# Allan Søgaard Larsen
Allan Søgaard Larsen (født 29. januar 1956 i Strandby) er tidligere koncernchef for Falck A/S. I 2012 var han medstifter af LøkkeFonden.

## Uddannelse
Allan Søgaard Larsen blev i 1974 student fra Vesthimmerlands Gymnasium i Aars og fortsatte med uddannelse som cand.mag. på Aarhus Universitet med fokus på nordisk sprog og litteratur samt engelsk. Han blev cand.mag. i 1981 og færdiggjorde sit pædagogikum i 1982.

## Karriere
Han startede ud som lærer på Teknisk Skole i Randers, inden han skiftede retning i 1984 som personalekonsulent for Århus Sporveje under Århus Kommune, hvor han i 1987 blev udnævnt til personalechef.
I 1990 kom Allan Søgaard Larsen til Falck A/S (dengang Falck Redningskorps). Han blev først ansat som personalechef i Region Nord og Vest frem til 1995. Som personalechef var ansvarlig for regionens personaleforhold, forhandlinger med faglige organisationer, overenskomstforhandlinger og driftsmæssige forhold.
I 1995 blev han udnævnt til projektleder og underdirektør i Falck A/S, hvor han stod for sammenlægningen af Falck Securitas og Falcks Redningskorps. Det belønnede sig i 1997 med en stilling som divisionsdirektør i Region Vest, som dækker hele Jylland. 2000-2001 var han redningsdirektør for hele Falck-koncernen, og i 2001 blev han administrerende direktør for Falcks Redningskorps, der på det tidspunkt var en del af Group 4 Falck.
Allan Søgaard Larsen var koncernchef i Falck A/S fra 2004-2016. Inden han i 2004 blev koncernchef for Falck A/S, var han senior vice president med ansvar for redningsaktiviteterne i Europa for Group 4 Falck.
11. november 2011 blev han Ridder af Dannebrog.
Allan Søgaard Larsens renomme led en krank skæbne da Konkurrencerådet den 30. januar 2019 afgjorde, at Falck under Allan Søgaard Larsens ledelse havde misbrugt sin dominerende stilling ved at have fastlagt og implementeret en strategi om at ekskludere ambulanceentreprenøren BIOS fra det danske marked. Konkurrencerådet anmeldte sagen til Statsadvokaten for Særlig Økonomisk og International Kriminalitet med henblik på en strafferetlig forfølgelse.

## Privat
Allan Søgaard Larsen er gift og har to børn.